# Cercyon nevadanus
Cercyon nevadanus är en skalbaggsart som beskrevs av Knisch 1924. Cercyon nevadanus ingår i släktet Cercyon och familjen palpbaggar. Inga underarter finns listade i Catalogue of Life.